# Fjällmosaikslända
Fjällmosaikslända (Aeshna caerulea) är en art i insektsordningen trollsländor som tillhör familjen mosaiktrollsländor. 

## Kännetecken
Fjällmosaiksländan är en av de minsta arterna i sitt släkte. Hanen har brun kropp med blå och svart teckning. Honan är mer dämpat färgad, men är också blå och svart i teckningen. Vingarna är genomskinliga med brunt vingmärke. Vingbredden är omkring 90 millimeter och bakkroppens längd är 40 till 48 millimeter.

## Utbredning
Fjällmosaiksländan finns i Skandinavien och i norra Asien. Den finns också i vissa för arten lämpliga områden längre söderut i Europa, som Skottland och Alperna, samt i ett litet område i bergstrakterna på gränsen mellan Polen och Tjeckien. Den är landskapstrollslända för Härjedalen.

## Levnadssätt
Ett kännetecken för fjällmosaiksländan är att det är en av de få arter av trollsländor som kan utvecklas ovanför skogsgränsen. Dess habitat är framför allt våtmarker som myrar och kärr, särskilt sådana där det finns vitmossa. Detta eftersom honan helst lägger sina ägg i växtlighet på grunt vatten. Hon lägger äggen ensam, efter parningen som ofta sker i luften. Utvecklingstiden från ägg till imago är tre till fem år, längre i norr än i de södra delarna av utbredningsområdet. Flygtiden är från mitten av juni till augusti.